# 1837 aux États-Unis
Pour des articles plus généraux, voir Chronologie des États-Unis et 1837.
Chronologie des États-Unis
- 1833
- 1834
- 1835
- 1836
- 1837
- 1838
- 1839
- 1840
- 1841

Cette page concerne des événements d'actualité qui se sont produits durant l'année 1837 du calendrier grégorien aux États-Unis.

## Gouvernement
- Président : Andrew Jackson Démocrate puis Martin Van Buren Démocrate à partir du 4 mars
- Vice-président : Martin Van Buren Démocrate puis Richard Mentor Johnson Démocrate à partir du 4 mars
- Secrétaire d'État : John Forsyth
- Chambre des représentants - Président :  James Knox Polk Démocratejusqu'au 4 mars puis à partir du 4 septembre

## Événements

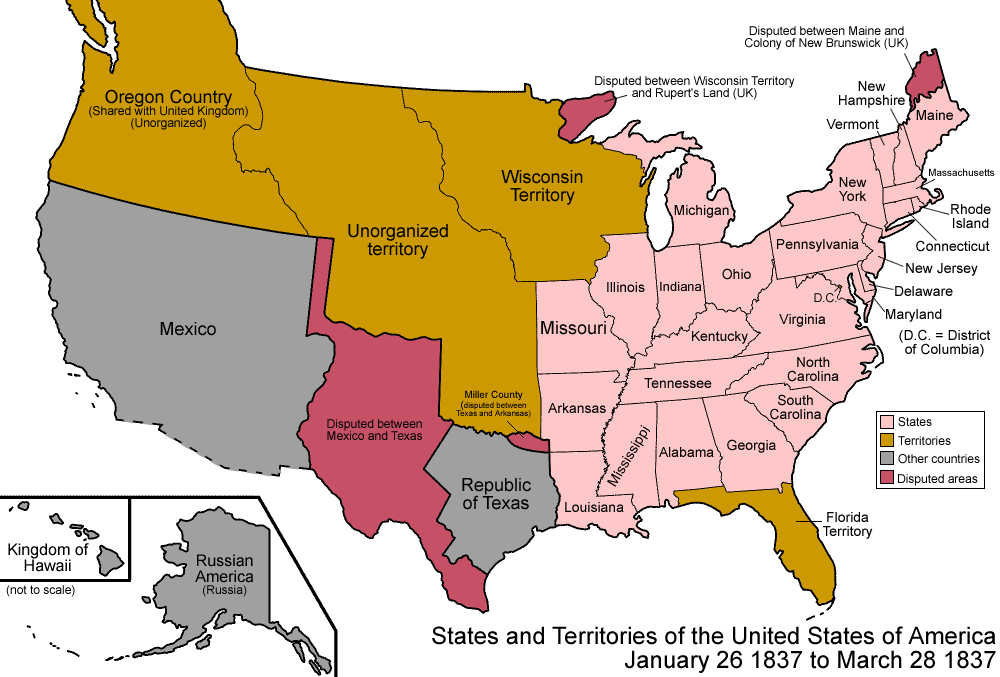
26 janvier - 28 mars 1837

- 26 janvier : Le Territoire du Michigan devient le 26e État, le Michigan[1].

- 13 février : Émeute de la Farine à New York.
- 25 février : Première presse typographique électrique des États-Unis brevetée par Thomas Davenport.

- 4 mars : 

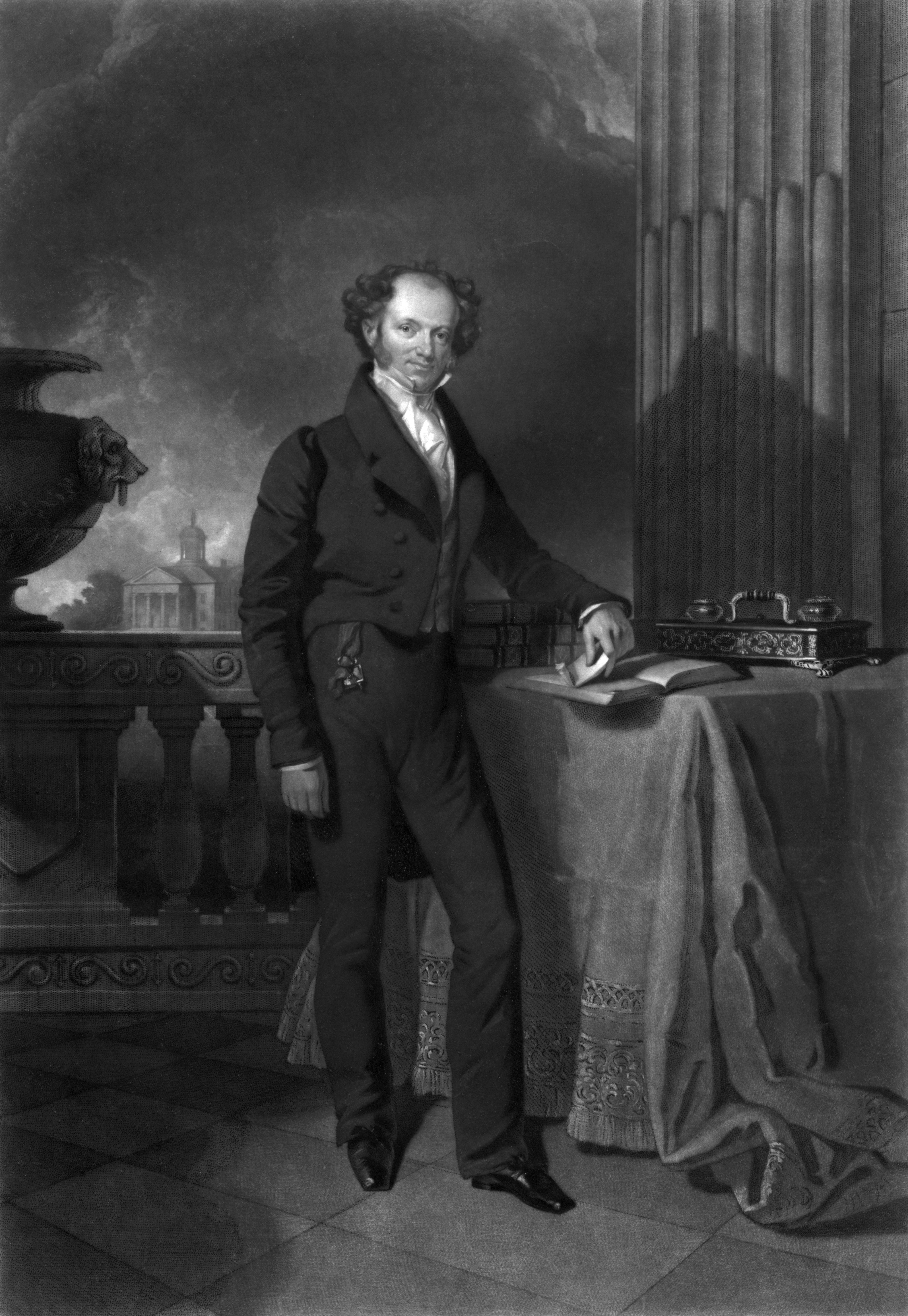
Martin Van Buren

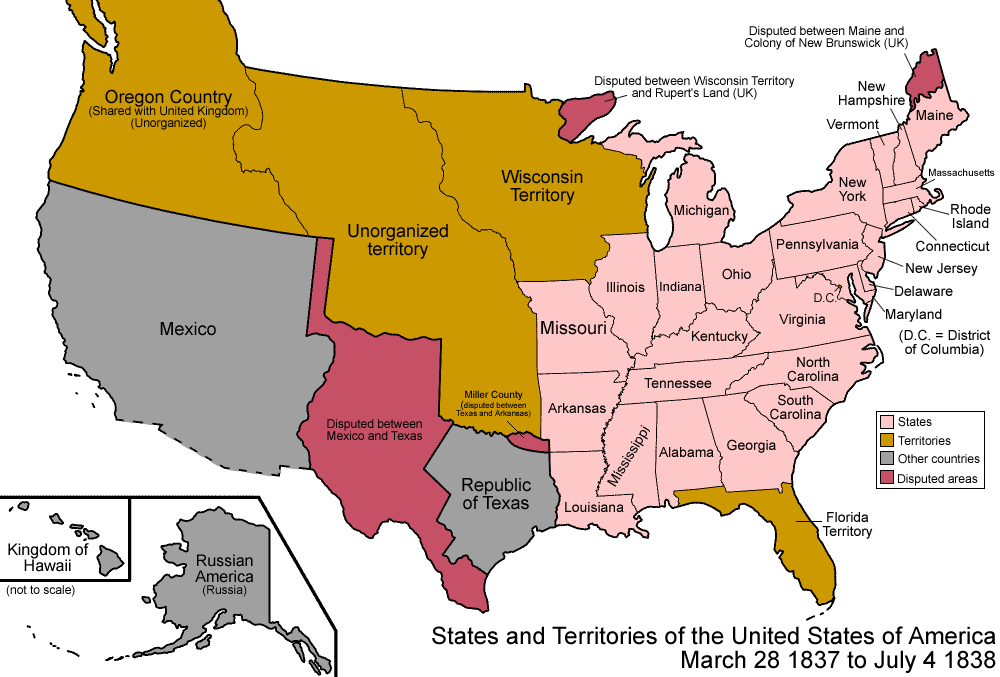
28 mars 1837 - 4 juillet 1838

  - Cérémonie d'investiture à Washington D.C. du huitième président des États-Unis, Martin Van Buren.
  - Chicago acquiert officiellement le statut de ville.
- 28 mars : L'achat Platte ajoute un petit territoire au Missouri, lui donnant ses frontières actuelles[2].
- 10 mai : Panique boursière à New York. Dépression économique. Les banques suspendent les paiements en numéraire. Forte hausse des prix. Chômage[3].
- 5 juin : Houston est incorporé à l'État du Texas[4].
- 4-25 août : le Congrès refuse l’annexion du Texas malgré le souhait de ses habitants[5].
- 4 octobre - 9 octobre : Le Racer's storm, un des cyclones tropicaux les plus puissants et les plus dévastateurs du XIXe siècle, cause des dégâts importants dans plusieurs villes sur son parcours long de plus de 3 000 km (2 000 miles)[6]. Dans le sud–est de la Louisiane, le Racer's storm cause des dommages considérables aux constructions, avec 200 000 $ (dollars US de 1837, soit l'équivalent de 3,4 millions de dollars 2005) de dommages aux chemins de fer. À La Nouvelle-Orléans, le lac Pontchartrain grossit de près de 2,50 m et la plus grande partie de la ville est sous 60 cm d'eau[7],[8]. Le sud–est de l'État subit des dégâts importants dans les plantations de coton et de canne à sucre, la récolte est gravement touchée[7].
- 21 octobre : le chef Séminole Osceola est capturé alors que flottait le drapeau blanc. Il meurt en prison le 30 janvier 1838[9].

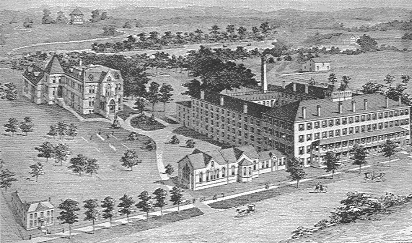
Le Mount Holyoke Female Seminary en 1837

- 8 novembre : Fondation de Mount Holyoke Female Seminary à South Hadley (Massachusetts).
- 25 décembre :  À la bataille du lac Okeechobee (à Nubbins Slough), les colonels Zachary Taylor (800 soldats) et Richard Gentry (un régiment de volontaires du Missouri), face à 380 Indiens, perdent 26 soldats et 112 blessés, contre 11 aux Indiens.
- Huit cents Creek acceptent de soutenir les États-Unis dans leur guerre contre les Séminoles en échange de la promesse que leur famille resterait en Alabama jusqu’à leur retour sous la protection du gouvernement fédéral. Les familles creek, attaquées par des maraudeurs blancs, sont expulsées de leurs terres par l’armée vers le camp de concentration de Mobile Bay sous prétexte d’assurer leur sécurité. Lorsque les guerriers creek reviendront de la guerre contre les Séminoles, ils seront expulsés avec leur famille vers l’ouest. 311 d’entre eux mourront lors du naufrage du steamer Monmouth sur le Mississippi.
- Épidémie de typhoïde à New York.
- Premier essai du télégraphe de Morse, dont l’application se généralisera aux États-Unis en 1844.

## Naissances
- 17 avril : John Pierpont Morgan, dit J. P. Morgan, (décédé le 31 mars 1913), est un financier et un banquier.
- 25 juin : Charles Yerkes, (décédé le 29 décembre 1905), était un financier américain, né dans la ville de Philadelphie en Pennsylvanie. Il joua un rôle important dans le développement du système de transport de Chicago et de Londres. Il a aussi financé en 1897 la construction d'un observatoire astronomique (observatoire Yerkes) équipé d'un télescope à réfraction (lunette astronomique), le plus grand du monde à cette date.

#### Articles généraux
- Histoire des États-Unis de 1776 à 1865
- Évolution territoriale des États-Unis
- Piste des Larmes
- Seconde Guerre séminole

#### Articles sur l'année 1837 aux États-Unis
- Panique de 1837
- Racer's storm
- Drapeau des États-Unis